# سیلویو بیندیا
سیلویو بیندیا (انگلیسی: Silviu Bindea; ۲۴ اکتبر ۱۹۱۲ – ۹ مارس ۱۹۹۲) بازیکن فوتبال اهل رومانی بود.
وی همچنین در تیم ملی فوتبال رومانی بازی کرده‌است.